# Tricentra aurilimbata
Tricentra aurilimbata är en fjärilsart som beskrevs av W. Warren 1906. Tricentra aurilimbata ingår i släktet Tricentra och familjen mätare. Inga underarter finns listade i Catalogue of Life.